# 必殺無頼拳
『必殺無頼拳』（ひっさつぶらいけん、英: Avengers）は、カプコンより1987年に発売された業務用ビデオゲーム。
内容は風来坊のリュウとコウが故郷を救うために戦う、2人同時プレイが可能な縦スクロールアクションゲーム。

## 概要
8方向レバーとパンチとキックで敵を蹴散らしながら各面最後に出てくるボスを倒して敵のゲシタ一味から攫われた女性たちを救い出すゲーム。スクロールアクションでは珍しくトップビュー視点で360度から敵が迫ってくる、当たり判定が厳しく難易度は高い。
ストリートファイターシリ－ズの登場人物である火引弾のスーパーコンボ「必勝無頼拳」の由来は、このゲームと言われている。

## ストーリー
さすらいの風来坊の旅を続けたリュウとコウ。ある日、二人の故郷である「パラダイスシティ」がゲシタ一味によって襲撃を受け街の女たちは一味によって連れ去られた。二人は街の平和を取り戻すためパラダイスシティ内のゲシタ一味を一掃したのち、アジトにて一味の親玉・ゲシタと対決する。

## 移植版
2013年2月にPlayStation 3とXbox 360用に配信されたオムニバス『カプコン アーケード キャビネット』に収録されている。また、2022年7月22日にNintendo Switch、PlayStation4、Xbox One、Microsoft Windows (Steam) 用に配信されたオムニバス『カプコンアーケード2ndスタジアム』にも収録されている。
また、北米地域において2006年3月22日にPlayStation Portable用に発売されたオムニバス『Capcom Classics Collection Remixed』、2006年11月14日にPlayStation 2、Xbox用に発売されたオムニバス『Capcom Classics Collection Vol. 2』にも本作が収録されている。

## スタッフ
- ディレクター：PISTON TAKASHI（西山隆志）
- ゲームプランニング：MOOMIN HIROYUKI（河野浩行）
- キャラクターデザイン：SHORT ARM SEIGO（伊東正剛）、HANIWA KAZUNORI、PUTTUN MIDORI、TAKEUMA YOUJI、DEKOPACHI HIROKO、SAKEGUSE KOHICHI、DONALD CHIYOMI
- プログラム：POPO YUMIKO
- ハードプランニング：MOKKORI MASA
- サウンド＆ミュージック：GOLDEN TAMAYO（河本圭代）、NEW HALF YOSHIHIRO（坂口由洋）
- スペシャルサンクス：FAMICON AKIRA、GANKO YASUSHI、TEINEI HISAYO